# Bainbridge (Indiana)
Bainbridge es un pueblo ubicado en el condado de Putnam en el estado estadounidense de Indiana. En el Censo de 2010 tenía una población de 746 habitantes y una densidad poblacional de 718,28 personas por km².

## Geografía
Bainbridge se encuentra ubicado en las coordenadas 39°45′41″N 86°48′41″O / 39.76139, -86.81139. Según la Oficina del Censo de los Estados Unidos, Bainbridge tiene una superficie total de 1.04 km², de la cual 1.04 km² corresponden a tierra firme y (0%) 0 km² es agua.

## Demografía
Según el censo de 2010, había 746 personas residiendo en Bainbridge. La densidad de población era de 718,28 hab./km². De los 746 habitantes, Bainbridge estaba compuesto por el 98.12% blancos, el 0% eran afroamericanos, el 0.13% eran amerindios, el 0.4% eran asiáticos, el 0% eran isleños del Pacífico, el 0.27% eran de otras razas y el 1.07% pertenecían a dos o más razas. Del total de la población el 0.13% eran hispanos o latinos de cualquier raza.